# Rio Azibo
O rio Azibo é um rio português, afluente da margem direita do Sabor que nasce na serra da Nogueira no concelho de Bragança perto de Rebordainhos. Atravessa o concelho de Macedo de Cavaleiros, onde foi construída a Barragem do Azibo, perto de Vale da Porca e vai desaguar no rio Sabor perto de Lagoa no concelho de Macedo de Cavaleiros.
O nome do rio derivará provavelmente do árabe أعزب ('azibun em português: só, único).